# Czesław Fiedorowicz
Czesław Fiedorowicz (* 21. Februar 1958 in Gubin) ist ein polnischer Politiker (UD, UW, PO, PSL). Von 1993 bis 2001 und von 2005 bis 2007 gehörte er dem Sejm in dessen II., III. und V. Wahlperiode.

## Leben und Beruf
1986 schloss Fiedorowicz sein Studium an der Hochschule für Ingenieurwissenschaften in Zielona Góra ab. Anschließend arbeitete er in der Woiwodschaftsverwaltung. Er ist verheiratet.

## Politik
Von 1990 bis 1998 war Fiedorowicz Bürgermeister von Gubin. Ab 1993 gehörte er dem Sejm an: Bei der Parlamentswahl 1993 wurde er für die Unia Demokratyczna (UD) und 1997 für die Unia Wolności (UW) gewählt. Im Jahr 2001 wurde er nicht wiedergewählt, da die UW mit nur 3,1 % der Stimmen an der 5-%-Hürde scheiterte. Nach der Wahlniederlage wurde er im Oktober 2001 in den Vorstand und später in den Nationalrat der UW gewählt. An der Umwandlung der UW zur Partia Demokratyczna – demokraci.pl beteiligte er sich nicht, da diese sich auch für linke Kreise öffne. Anschließend trat er der Platforma Obywatelska (PO) bei und wurde 2005 mit 16.153 Stimmen aus dem Wahlkreis 8 Zielona Góra erneut in den Sejm gewählt. 2006 verließ er die Partei und gehörte dem Parlament bis zum Ende seiner Amtszeit 2007 als fraktionsloses Mitglied an. 2007 bewarb er sich erfolglos für sein eigenes Wahlkomitee um einen Sitz im Senat der Republik Polen.
Anschließend wurde er als Mitglied des Polskie Stronnictwo Ludowe (PSL) bei den Selbstverwaltungswahlen 2010 und 2014 in den Sejmik der Woiwodschaft Lebus gewählt, dessen Vorsitzender er ab 2014 war, und kandidierte bei der Europawahl 2014 erfolglos für das Europaparlament. Zwischenzeitlich hatte er sich 2011 für die PSL erfolglos um ein Senatorenamt beworben, war aber dem PO-Kandidaten unterlegen. Im Jahr 2014 wurde Fiedorowicz für seinen Einsatz um die deutsch-polnische Zusammenarbeit mit dem Verdienstorden des Landes Brandenburg ausgezeichnet. Er ist Mitbegründer der Euroregion Spree-Neiße-Bober und wirkte langjährig im deutsch-polnischen Begleitausschuss für die EU-Programme zur Förderung der Grenzregion (Interreg) mit.
Bei der Parlamentswahl 2015 kandidierte er erfolglos für die PSL zum Sejm. Auch bei den Selbstverwaltungswahlen 2018 verpasste er ein Mandat und schied damit aus dem Sejmik aus.

## Auszeichnungen
- 2009 Goldenes Verdienstkreuz der Republik Polen[12]
- 2014 Verdienstorden des Landes Brandenburg[13]